# Fred Harvey
Frederick Henry Harvey, född 27 juni 1835 i London, död  8 februari 1901 i Leavenworth, Kansas i USA, var en amerikansk företagare i hotell- och restaurangbranschen. Han grundade företaget Fred Harvey Company med Harvey House-kedjan av restauranger, souvenirbutiker och hotell på orter längs Atchison, Topeka and Santa Fe Railways, Gulf Colorado and Santa Fe Railways, Kansas Pacific Railways, St. Louis-San Francisco Railways och Terminal Railroad Association of St. Louis järnvägsnät.
Fred Harvey kom med sina föräldrar till USA från Liverpool i Storbritannien 1853 vid 17 års ålder. Han arbetade i New York som diskare på restaurangen Smith and McNell, där han lärde sig branschen av ägarna Henry Smith och T. R. McNell. Vad han lärde sig var vikten av högkvalitativ service, fräscha råvaror och pålitliga avtal. Harvey arbetade sig snabbt upp till kock. Han flyttade sedan till New Orleans efter 18 månader och därefter till St. Louis, där han arbetade i en juvelerarbutik. År 1856 gifte han sig med Barbara Sarah Mattas, som han fick sex barn med.
Han öppnade ett kafé tillsammans med en kompanjon, men när Nordamerikanska inbördeskriget började lämnade kompanjonen honom för Sydstaterna och tog alla gemensamt förtjänade pengar med sig. Harvey tog anställning på "Hannibal and St. Joseph Railroad", som därpå köptes av Chicago, Burlington and Quincy Railroad. Han gjorde karriär där och bosatte sig i Leavenworth i Kansas, där han förblev bosatt livet ut. Han reste dock mycket i arbetet och fann att resenärerna fick usel mat.

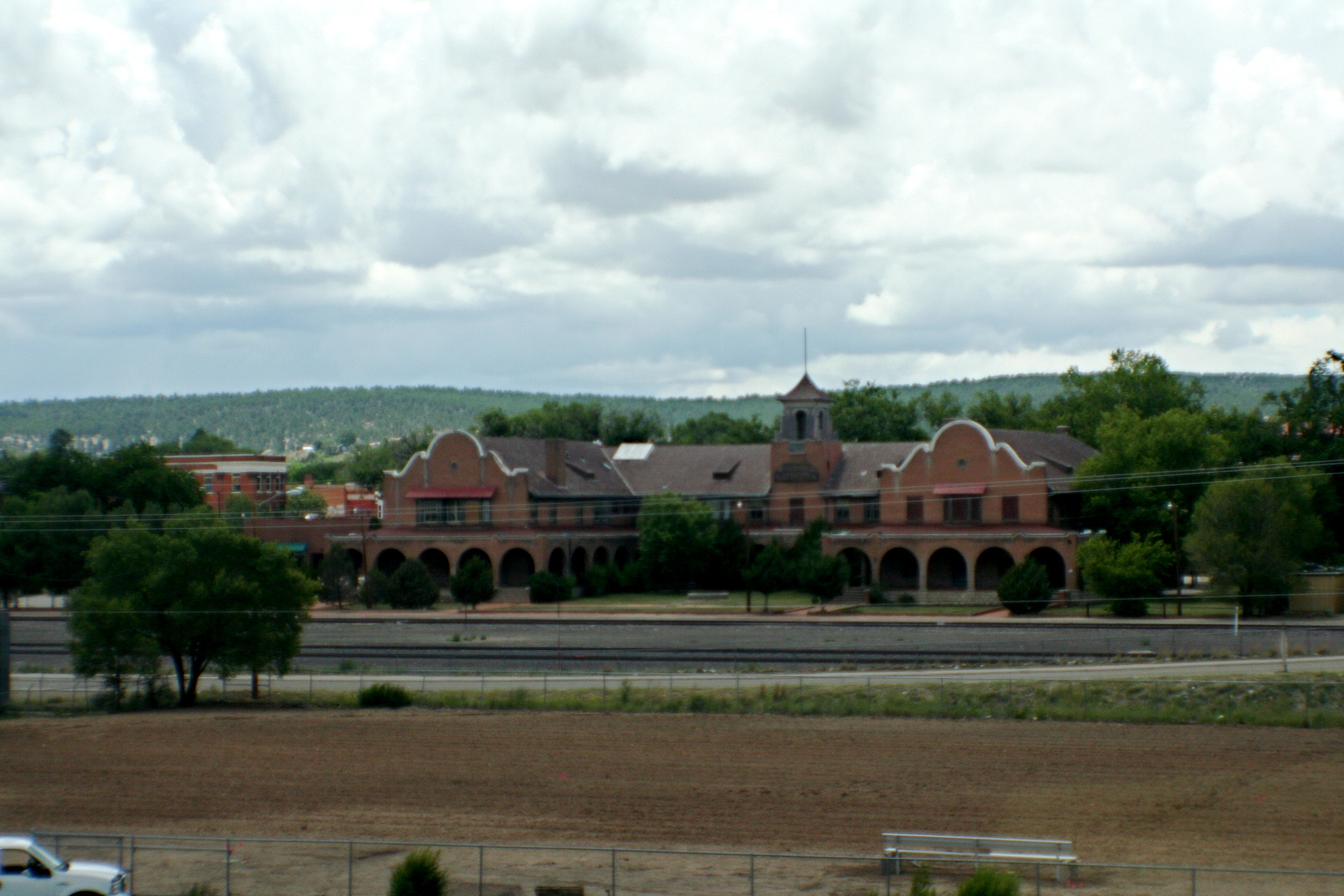
Castañeda Hotel i Las Vegas i New Mexico 2010, ett "Harvey House" 1899 och systerhotell till Hotel Alvarado i Albuquerque i New Mexiko

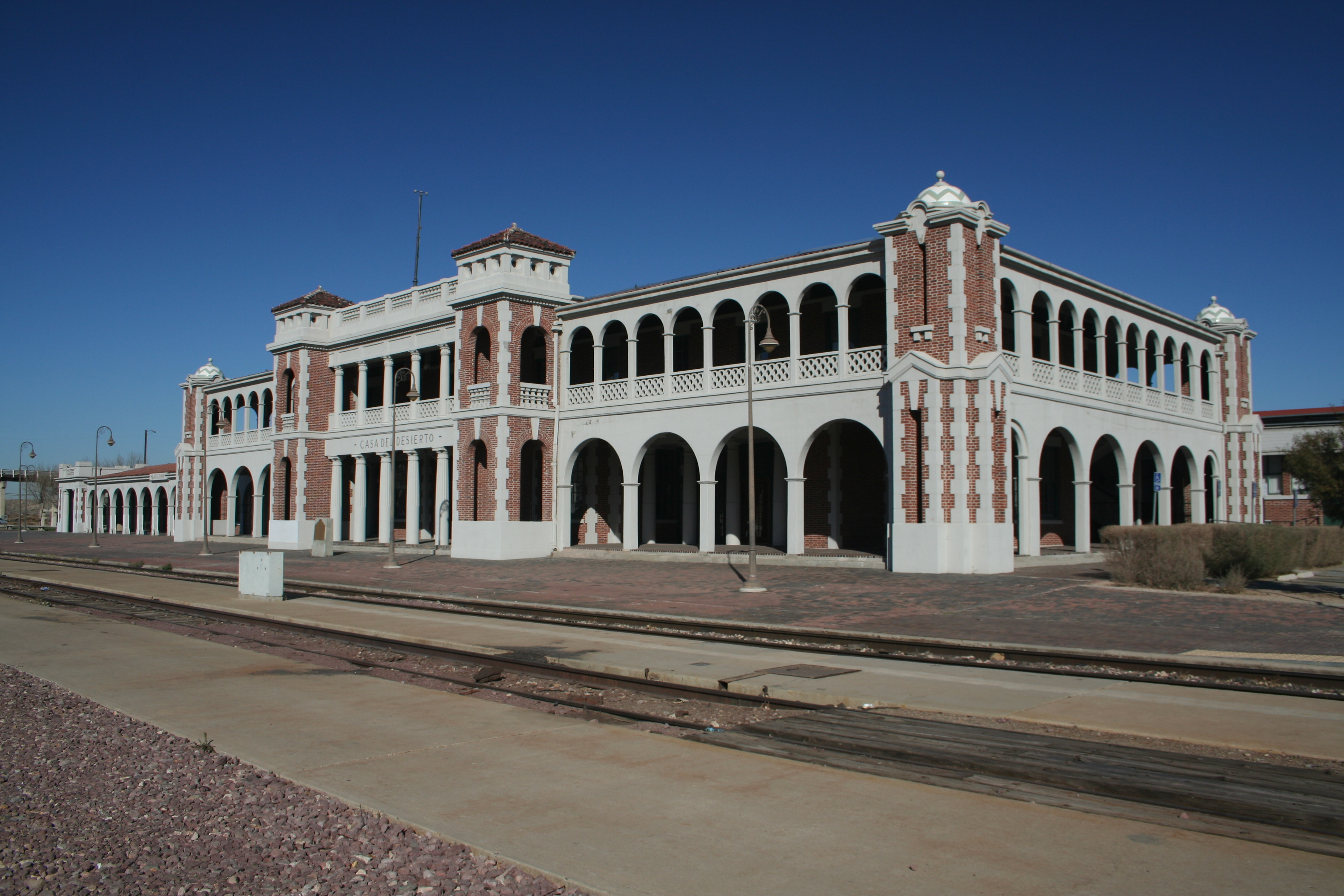
Casa del Desierto i Barstow i Kalifornien 2006, vilket öppnade 1911

Harvey började ett nära samarbete med Santa Fe-järnvägsbolaget 1876 genom ett avtal med vännen Charles Morse, Atchison, Topeka and Santa Fe Railways superintendent. Harvey öppnade matställen längs järnvägslinjen utan att behöva betala hyra till bolaget. Som flest fanns 84 Harvey Houses, alla inriktade på välsituerade resenärer och medelklassresenärer.
Vid Fred Harveys död 1901 fanns det 47 Harvey House-restauranger, 15 hotell samt 30 restaurangvagnar i drift på Santa Fe Railway. Det öppnades nya Harvey Houses till inpå 1960-talet. Fred Harvey Company drev hotell och restauranger under ledarskap av Fred Harveys söner och sonsöner till 1965. Företaget såldes 1968 till företaget Amfac.